# تمثال فرانسيسكو فرانكو، مليلية
كان تمثال فرانسيسكو فرانكو في جيب مليلية الإسباني في شمال إفريقيا هو التمثال العام المتبقي الأخير لتكريم فرانسيسكو فرانكو ، الزعيم القومي خلال الحرب الأهلية الإسبانية والدكتاتور الإسباني من عام 1939 حتى وفاته في عام 1975. منذ صدور قانون الذاكرة التاريخية ، تم إعلان الرموز العامة له أو التي تمجد نظامه غير قانونية. نجا التمثال حتى عام 2021 في الأماكن العامة، وذلك بسبب التقنية التي يصور بها فرانكو قبل الحرب الأهلية ودكتاتوريته.

## خلفية
مليلية، المدينة التي خدم فيها فرانكو خلال حرب الريف والحماية الإسبانية في المغرب ، لا تزال تحتفظ بالعديد من التكريمات العامة للديكتاتور. قاعة المدينة هي الوحيدة في البلاد التي لا تزال تعرض صورته. حتى عام 2010، كان في المدينة أيضًا تمثال للديكتاتور على ظهر جواد في ثكنة عسكرية؛ وقد تم إقراضه لشركة Fundación Gaselec، وهي شركة الكهرباء الخاصة بالمدينة، حتى يكون عرضه قانونيًا. اعتبارًا من عام 2007، كان في المدينة 56 شارعًا تحمل اسم شخصيات من نظام فرانكو.

## وصف
تم صنعه من البرونز بواسطة إنريكي نوفو ألفاريز، وهو مقدم سابق، وتم تشييده في عام 1978 دون حفل رسمي. تم تكليفه بعد أيام من وفاة الدكتاتور، وفازت نوفو ألفاريز بمنافسة على مستوى البلاد للحصول على مناقصة بقيمة 3 مليارات دولار. مليون بيزيتا . سُمح ببقاء التمثال في الأماكن العامة بحجة أنه يصور فرانكو قائدًا للفيلق الأجنبي الإسباني في حرب الريف، قبل أكثر من عقد من الزمان من الحرب الأهلية الإسبانية ودكتاتوريته؛ وتم الحفاظ عليه من قبل مجالس المدينة اليمينية واليسارية.
في عام 2005، تم نقل التمثال إلى موقع جديد بعيدًا عن الواجهة البحرية، بسبب وضع رصيف جديد. في يونيو/حزيران 2015، أثار أفراد الحرس المدني المحلي ــ وهي قوة درك مثيرة للجدل بسبب تصرفاتها أثناء فترة الدكتاتورية ــ غضب بعض السياسيين بسبب التقاط صورة مع التمثال.

## إزالة
في أكتوبر 2019، اقترحت غلوريا روخاس، زعيمة حزب العمال الاشتراكي المحلي ونائبة الرئيس الإقليمي، إزالة التمثال بعد انتخابات نوفمبر . في فبراير 2020، قال روخاس إن المناقشات جارية مع الأحزاب الأعضاء الأخرى في الحكومة المحلية - المواطنون والائتلاف من أجل مليلية - وأن وجهة التمثال ستكون في المدينة. تمت إزالته في 23 فبراير 2021. dfgfd